# Туристичка дестинација
Туристичка дестинација или туристичко одредиште је место (насеље подручје природе, или културно подручје) које значајно на пољу туризма и посећено од стране туриста, јер нуди широку понуду туристичких атракција. 
Појам дестинација потиче од латинске речи destination, што у изворном облику значи одредиште, па и циљ (одредиште и одмор, циљ боравка и одмарања у неком простору). Поред овог, у англосаксонској литератури се често среће термин resort, који у директном преводу означава место за одмор. Постоји доста разлика у дефинисању туристичке дестинације. Неке од дефиниција које најприближније објашњавају појам туристичке дестинације су:
- Одређена ужа или шира просторна целина у којој се остварује туристички промет, а та целина може да буде свако место које располаже туристичким капацитетима, као и свака регија у којој је лоцирано више туристичких центара. (Е. Инскип, М. Каленбергер, 1992).

- Комплекс различитих рекреативних и друштвених садржаја који се налазе у једном локалитету. (С. Ган, 1988)

- Дестинација може бити место за одмор или пословни центар који туристи посећују и где бораве. То може бити једна област или чак земља у оквиру које они путују. То може бити и брод за кружно путовање при коме се посећује више лука. Најисправније је под дестинацијом подразумевати једно или више места у која туристи долазе и бораве, а која представљају основни циљ њихових кретања. (С, Холовеј, 1989)

## Туристичко место
С временом туристи постају потрошачи који су спремни да плате климу, природне и друге лепоте, као и задовољавање својих жеља и навика. Као последица одраза ових нових односа, које ствара туризам, појављују се туристичка места. Оваква места настају тамо где се налазе велике концентрације гостију. У овим насељима се уводе садржаји који ће туристима осигурати садржајан боравак, као што су паркови, шеталишта, дворане, коцкарнице, музичке и друге културне забаве. Уводе се службе за што бољи дочек гостију, као што су службе информација, локалног превоза, носача. 